# Adam van Bremen

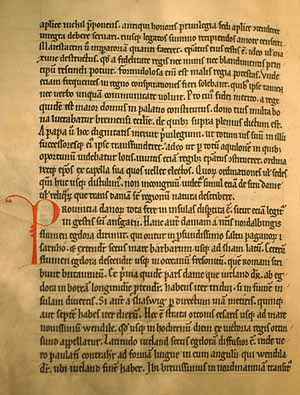
Pagina uit een handschrift van Adam van Bremens Gesta Hammaburgensis ecclesiae pontificum. Bij de rode initiaal P begint de beschrijving van Denemarken

Adam van Bremen, of Adam Bremensis (vóór 1050 – 1081/1085) was een van de belangrijkste Duitse kroniekschrijvers. Hij was geestelijke en theoloog. Hij is het bekendst door zijn kroniek Gesta Hammaburgensis Ecclesiae Pontificum (Daden van de bisschoppen van de Hamburgse kerk).

## Achtergrond
Er is weinig bekend over zijn leven, afgezien van wat details die uit zijn eigen werk naar voren komen. Men denkt dat hij uit Meißen (Latijn Misnia) komt in Saksen, maar ook Bamberg wordt genoemd. De data zijn onzeker, maar waarschijnlijk werd hij ruim voor 1050 geboren en stierf hij op 12 oktober van een onbekend jaar, mogelijk 1081, op zijn laatst 1085. Uit zijn kronieken blijkt dat hij zeer bekend was met een aantal schrijvers. Mogelijk kreeg hij zijn opleiding aan de Maagdenburgse Domschool.
In 1066 of 1067 werd hij door aartsbisschop Adalbert van Bremen gevraagd naar het Bisdom Bremen te komen om domheer te worden, aangezien Adalbert verwachtte dat de literaire reputatie van het bisdom hier van zou profiteren. Nadat hij was teruggekeerd van Svend Estridson uit Denemarken werd hij in 1069 hoofd van de kloosterschool, magister scholarum. Kort daarna begon hij te schrijven over de geschiedenis van Bremen, Hamburg en de noordelijke landen in zijn Gesta.
Zijn positie en de missionaire activiteit van de kerk van Bremen stelden hem in staat om informatie te verzamelen over de geschiedenis en geografie van noordelijk Duitsland. Het verblijf aan het hof van Svend Estridson had hem de kans gegeven om informatie over de geschiedenis en geografie van Denemarken en de Scandinavische landen te vinden.
Bremen was een belangrijke handelsstad en schepen, kooplieden en missionarissen zwierven van daaruit uit naar allerlei plaatsen. De eerdere aartsbisschoppelijke zetel in Hamburg was in vroeger tijden diverse malen aangevallen en vernietigd door Vikingen, waarop Hamburg en Bremen werden gecombineerd voor bescherming. Gedurende driehonderd jaar, vanaf bisschop Ansgarius, was het aartsbisdom Hamburg-Bremen de "Missie van het Noorden" en had jurisdictie over alle missies in Scandinavië, Noordwest-Rusland, IJsland en Groenland. Na een dispuut tussen de aartsbisschop van Hamburg-Bremen met paus Paschalis II werd in 1105 een apart aartsbisdom van het noorden gesticht in Lund.

## Gesta
Adam van Bremens bekendste werk is de Gesta Hammaburgensis Ecclesiae Pontificum waar hij aan begon na de dood van aartsbisschop Adalbert in 1072. Het bestaat uit vier delen over de geschiedenis van het aartsbisdom Hamburg-Bremen en de eilanden van het noorden. De eerste drie delen gaan voornamelijk over geschiedenis en het laatste deel voornamelijk over geografie. Hij baseerde zijn werk deels op Einhard, Cassiodorus en andere eerdere historici. Daarnaast had hij de bibliotheek van de kerk van Bremen tot zijn beschikking. Het werk bevat beschrijvingen van het Vikingentijdperk, de machtsverhoudingen en de oorlogen in het Oostzeegebied. De eerste editie werd voltooid in 1075/1076, maar hij bleef het reviseren tot zijn dood.
Het eerste boek handelt vanaf 788 over de kerk van Hamburg-Bremen en de christelijke missie in het noorden. Dit is de belangrijkste bron van kennis van het noordelijke gebied tot de 13e eeuw. Het tweede boek gaat verder over de geschiedenis en handelt ook over de Duitse geschiedenis tussen 940 en 1045. Het derde boek beschrijft de daden van aartsbisschop Adalbert en wordt beschouwd als een van de belangrijkste middeleeuwse biografieën.
Het vierde boek, Descriptio insularum Aquilonis, werd ongeveer in 1075 voltooid en gaat over de geografie, bevolking en gewoonten van Scandinavië en de vorderingen van de christelijke missies daar. De gedetailleerde beschrijvingen maken het een van de belangrijkste bronnen over prechristelijk Scandinavië. Het is ook het eerst bekende Europese werk dat Vinland noemt, wat later bekend werd als Noord-Amerika.